# Liste der Monuments historiques in Coolus
Die Liste der Monuments historiques in Coolus führt die Monuments historiques in der französischen Gemeinde Coolus auf.

## Liste der Objekte
| Bezeichnung                                      | Beschreibung                           | Standort                       | Kennzeichnung | Schutzstatus | Datum | Bild |
| ------------------------------------------------ | -------------------------------------- | ------------------------------ | ------------- | ------------ | ----- | ---- |
| Kirchenfenster Mantelteilung des heiligen Martin | neugefasstes Fragment, 16. Jahrhundert | in der Kirche St-Martin (Lage) | PM51000304    | Classé       | 1908  |      |